# Stellinga
Stellinga bylo povstání Sasů, k němuž došlo v letech 841 až 845. Dostalo název podle saského výrazu pro přítele. Svobodní zemědělci a propuštěnci, tvořící střední vrstvu tehdejší společnosti, se v něm postavili proti saské šlechtě a duchovenstvu, jejichž moc se opírala o podporu Franské říše. Ve Fuldských letopisech se popisují násilnosti vzbouřenců vůči právoplatným pánům.
Nepokoje vypukly v době po smrti Ludvíka Pobožného, kdy jeho synové válčili o podíl na nástupnictví. Lothar I. Franský Stellingu podpořil a slíbil obnovení starých saských zvyklostí. Byl však poražen, Ludvík II. Němec povstání potlačil a nechal popravit 140 jeho aktérů.
Povstání Stellingy je jedinou zaznamenanou lidovou vzpourou v Evropě mezi šestým a desátým stoletím. Zabývali se jím východoněmečtí marxističtí historikové, kteří zdůrazňovali jeho sociální a protikřesťanské zaměření a opomíjeli kontext bojů o nástupnictví ve Franské říši.